# Whiteriver
Whiteriver (Westliche Apachen Chʼílwozh) ist ein Census-designated place im Navajo County im US-Bundesstaat Arizona. Das U.S. Census Bureau hat bei der Volkszählung 2020 eine Einwohnerzahl von 4.520 auf einer Fläche von 46,1 km² ermittelt.
Whiteriver liegt auf 1599 m. ü. M. in der Fort-Apache-Reservation im Süden des Countys und wird von der Arizona State Route 73 tangiert. Mit dem Whiteriver Airport verfügt Whiteriver über einen eigenen Flugplatz.

## Bildung
Whiteriver liegt im Whiteriver Unified School District.